# Sarnaki (przystanek kolejowy)
Sarnaki – przystanek kolejowy w Chlebczynie koło Sarnak, w województwie mazowieckim, w Polsce.

## Ruch pasażerski
| Rok  | Wymiana pasażerska na dobę |
| ---- | -------------------------- |
| 2017 | 50-99                      |
| 2022 | 50-99                      |

## Połączenia
- Czeremcha
- Hajnówka
- Siedlce
- Tłuszcz